# Marieke Guehrer
Marieke Guehrer (née le 9 février 1986 à Adélaïde) est une nageuse australienne spécialiste du papillon, de la nage libre et du dos. Elle compte à son palmarès une victoire au classement général de la Coupe du monde de natation en petit bassin.

## Biographie
Alors qu'elle pratiquait la nage libre et le papillon, Marieke Guehrer s'oriente vers le dos dès 2003 pour essayer d'obtenir une sélection en équipe nationale sur les conseils de son entraîneur d'alors. Fin mars et début avril 2004, la nageuse s'illustre dans ce style de nage lors des championnats d'Australie sélectifs pour les Jeux olympiques d'été de 2004 prévus en août à Athènes. En effet, alignée sur le 100 m dos, Marieke Guehrer, alors âgée de 18 ans, termine seconde de la course en 1 min 2 s 33 en s'intercalant entre Giaan Rooney et Sophie Edington. La jeune nageuse obtient ainsi une première sélection en équipe nationale dans cette épreuve. Aux Jeux olympiques, l'Australienne ne parvient cependant pas à dépasser le cap des séries éliminatoires. Elle ne réalise en effet que le 20e temps des séries alors que les seules 16 premières sont qualifiées pour les demi-finales. Après cette première participation olympique, Marieke Guehrer décide d'interrompre sa carrière sportive. Elle effectue son retour à la compétition en 2006 mais ne retrouve le haut niveau qu'à la fin de l'année 2008. Entretemps, elle n'était pas parvenue à se qualifier pour les Jeux olympiques d'été de 2008 en raison d'échecs divers lors des championnats d'Australie sélectifs pour le rendez-vous de Pékin.
En septembre 2008, elle remporte les titres nationaux en petit bassin des 50 m et 100 m papillon et celui du 100 m nage libre. Aux mois d'octobre et novembre, l'Australienne s'illustre sur la scène internationale lors de l'édition 2008 de la Coupe du monde en petit bassin. Guehrer remporte en effet 12 succès en nage libre et en papillon, bat le premier record du monde de sa carrière et remporte le classement général de la compétition.

## Palmarès

### Championnats du monde
- Championnats du monde 2009 à Rome (Italie) :
  -  Médaille d'or du 50 m papillon
  -  Médaille de bronze du relais 4 × 100 m nage libre
- Championnats du monde en petit bassin 2010 à Dubaï (Émirats arabes unis) :
  -  Médaille de bronze du relais 4 × 100 m quatre nages

## Records

### Records du monde battus
| Épreuve                       | Temps   | Compétition         | Lieu              | Date       |
| 50 m papillon en petit bassin | 24 s 99 | Coupe du monde 2008 | Berlin, Allemagne | 06/11/2008 |
| 50 m dos en petit bassin      | 26 s 17 | Coupe du monde 2009 | Moscou, Russie    | 06/11/2009 |